# Ángeles Bravo (actriz)
Ángeles Charola García, más conocida como Ángeles Bravo (Madrid, 15 de junio de 1945-Ciudad de México, 18 de diciembre de 2018) fue una actriz de doblaje mexicana de origen español.

## Biografía
Nació en España y se radicó en México. En este país se especializó en doblaje y en 1981 su carrera se consolidó, logrando diversos papeles tanto en doblaje de cine como televisión. 

### Retiro y fallecimiento
En 2016, Ángeles se retiró del doblaje debido a su delicado estado de salud. Entre otros roles, no pudo continuar doblando a la actriz brasileña Laura Cardoso, a quien doblaba ininterrumpidamente desde el año 2002, siendo su voz más longeva y conocida.
Desde entonces se mudó a la Casa del Actor de la ANDA, donde se le cuidó hasta su lamentable fallecimiento, el 18 de diciembre de 2018 a los 73 años de edad a causa de un paro respiratorio derivado de Alzheimer.

## Filmografía

### Cine
| Película                 | Personaje              | Actriz           | Año  |
| ------------------------ | ---------------------- | ---------------- | ---- |
| GoldenEye                | M                      | Judi Dench       | 1995 |
| Un asunto familiar       | Tía T.                 | Irma P. Hall     | 1996 |
| Nada que perder          | Bertha "Mama" Davidson | Irma P. Hall     | 1997 |
| El mañana nunca muere    | M                      | Judi Dench       | 1997 |
| Hechizo de amor          | Linda Bennett          | Margo Martindale | 1998 |
| Impacto Profundo         | Robin Lerner           | Vanessa Redgrave | 1998 |
| Sueños de un asesino     | Enferemera Floyd       | Margo Martindale | 1999 |
| El mundo no basta        | M                      | Judi Dench       | 1999 |
| 28 días                  | Betty                  | Margo Martindale | 2000 |
| Million Dollar Baby      | Earline Fitzgerald     | Margo Martindale | 2004 |
| Collateral               | Ida                    | Irma P. Hall     | 2004 |
| Los Simpson: La Película | Señora de las bubis    | Tress MacNeille  | 2007 |
| Son como niños           | Mamá Ronzoni           | Ebony Jo-Ann     | 2010 |
| Los tres chiflados       | Enfermera              | Lin Shaye        | 2012 |
| Son como niños 2         | Mamá Ronzoni           | Ebony Jo-Ann     | 2013 |
| Los Croods               | Abuela                 | Cloris Leachman  | 2013 |

### Televisión
|  | Serie                         | Personaje                    | Año       |
|  | ----------------------------- | ---------------------------- | --------- |
|  | Los Simpson                   | Agnes Skinner                | 1996-2004 |
|  | Power Ranger In Space         | Adele                        | 1998      |
|  | Coraje, el perro corbarde     | Muriel                       | 1999-2003 |
|  | Dos hombres y medio           | Berta                        | 2003-2015 |
|  | El increible mundo de gumball | Abuela Jojo (Temporadas 1-4) | 2011-2016 |